# Oberhagen (Hagen)

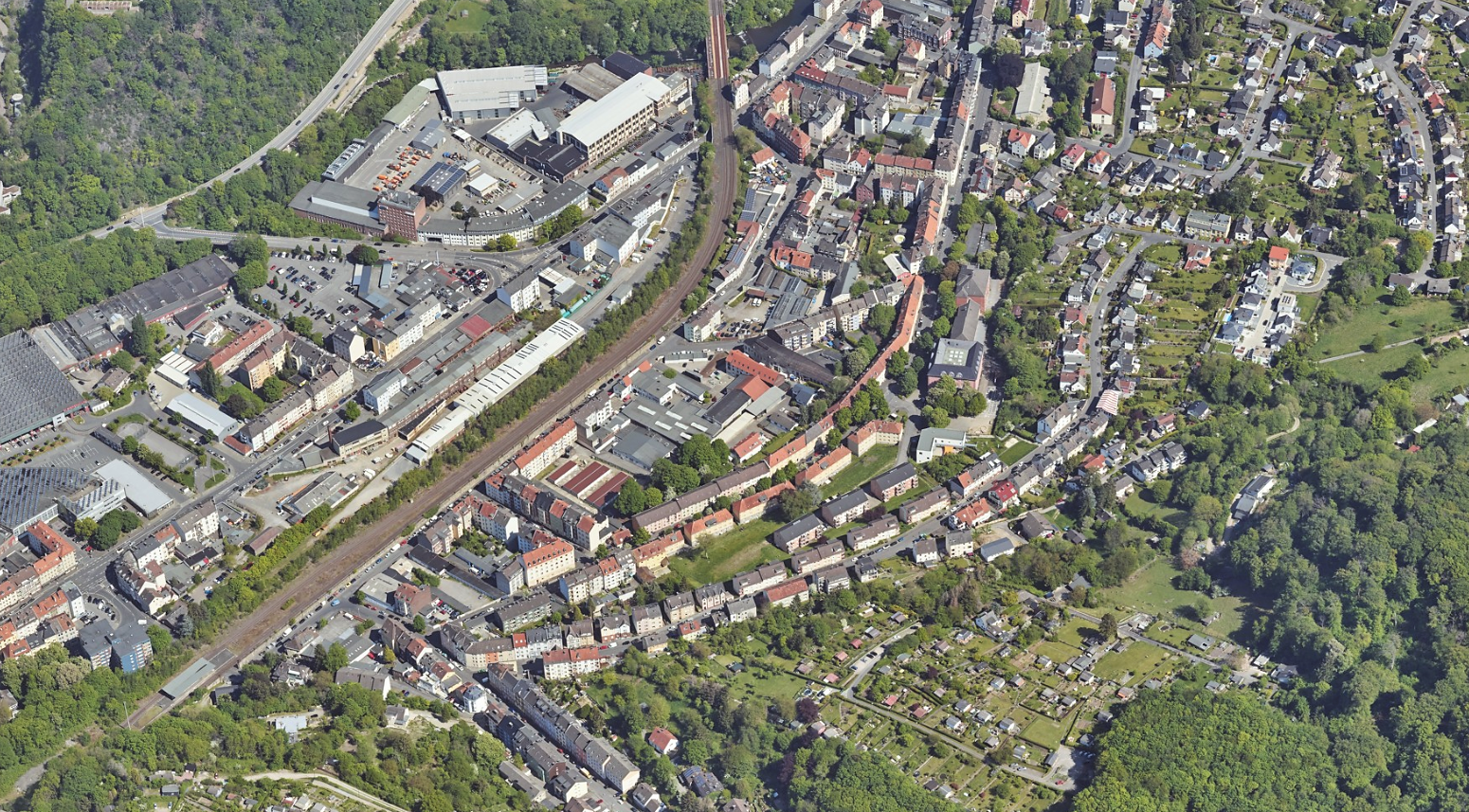
Luftbild vom Ortsteil Oberhagen

Oberhagen ist ein Quartier zwischen der Innenstadt von Hagen und dem Stadtteil Eilpe und gehört teils zum Wohnbezirk Zentrum und teils zum Wohnbezirk Eilpe-Nord.

## Geografie
Oberhagen liegt südöstlich der Innenstadt von Hagen und nordwestlich des Hagener Stadtteils Eilpe. Durch Oberhagen führen die Bundesstraße 54 und die Bahnstrecke RB 52 der Volmetalbahn mit dem 1871 eröffneten Bahnhof Hagen-Oberhagen und dem 2200 m langen Goldbergtunnel. Durch den nördlichen Ortsteil fließt die Volme. Im Südwesten grenzt Oberhagen an das 850,5 ha große Landschaftsschutzgebiet Selbecke mit dem 265 m hohen Goldberg. Im Nordosten an den Hagener Stadtteil Emst.

## Geschichte

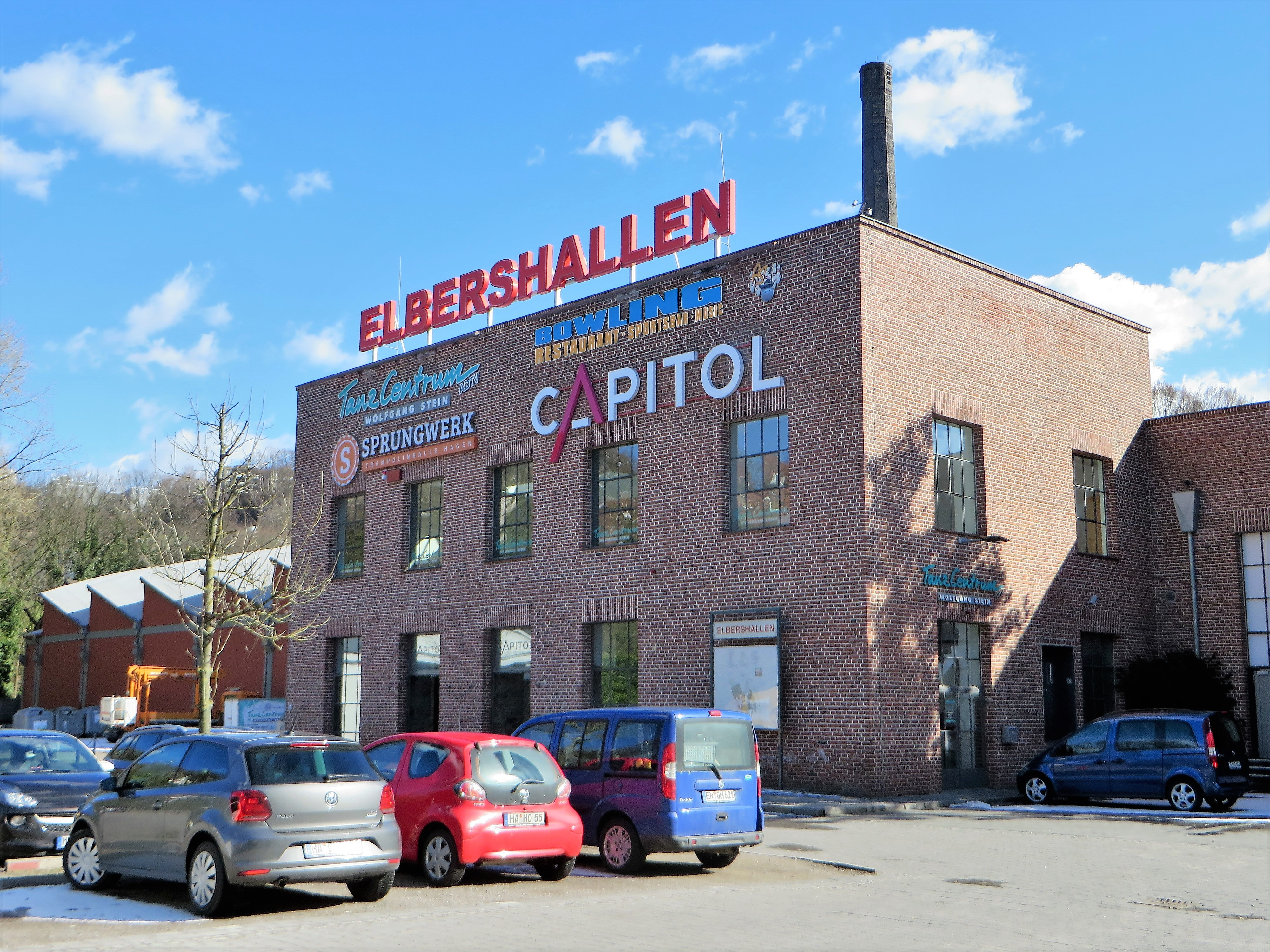
Elbershallen in Hagen-Oberhagen

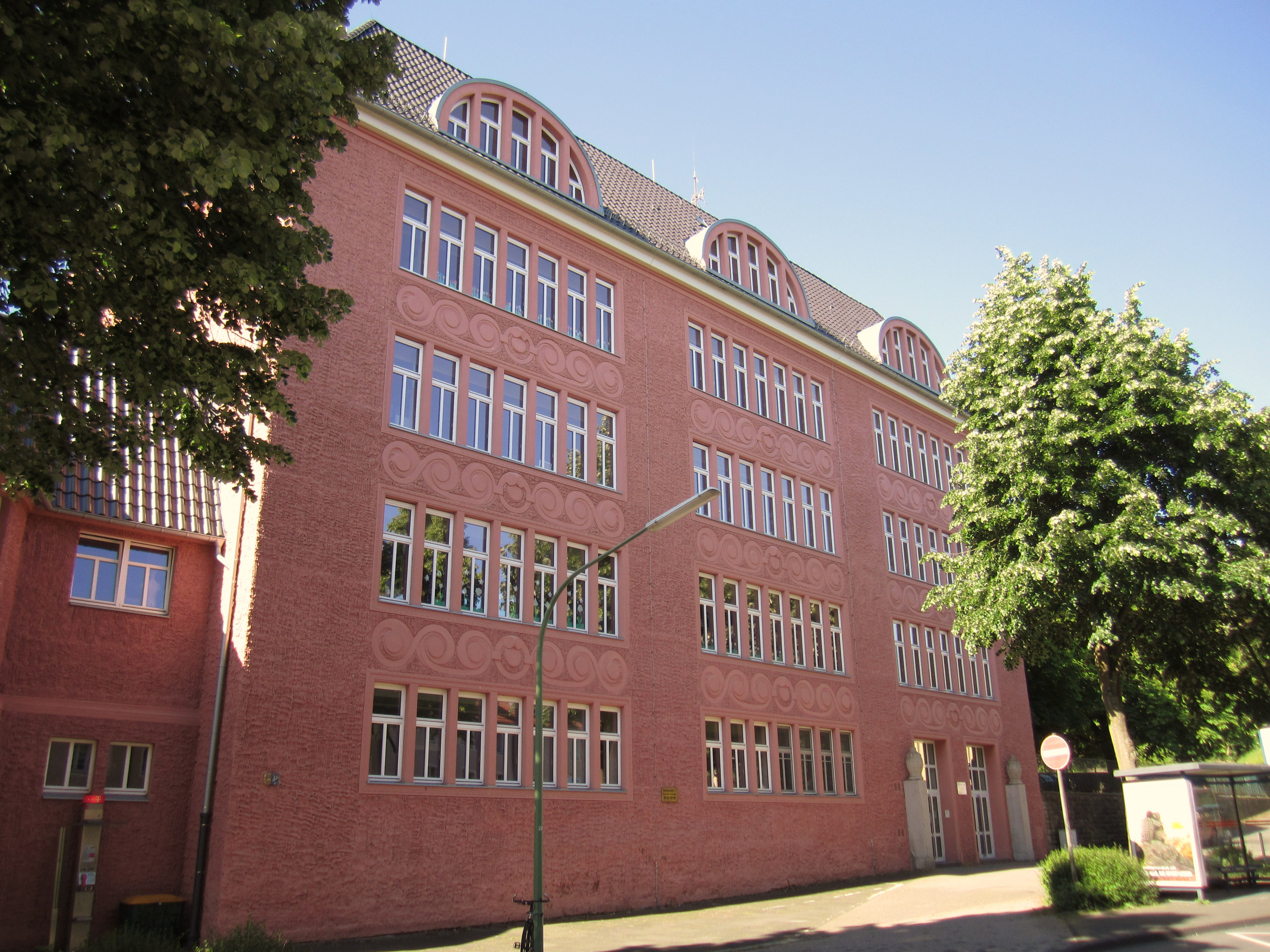
Gustav-Heinemann-Förderschule

Der Ortsteil Oberhagen entstand wohl erst Mitte des 19. Jahrhunderts. Später als die ehemalige eigenständige Gemeinde Eilpe 1876 nach Hagen eingemeindet wurde, wuchsen beide durch das zwischen ihnen liegende entstehende Oberhagen immer mehr zusammen.
Der erste Teilabschnitt der Volmetalbahn vom Bahnhof Hagen bis Oberhagen war am 16. Oktober 1871 fertig. Der Weiterbau der Bahn ab Oberhagen wurde durch den Krieg 1870/71 und durch Geländeschwierigkeiten verzögert. Am 15. März 1873 war die Bahn bis Dahl betriebsbereit. Die Linienführung der Bahn bis Oberhagen verlief zunächst direkt durch die Stadt. Die Gleise überquerten in Hagen die Schwenke, wo sich eine Schranke befand, verlief weiter parallel zur Wilhelmstraße, kreuzte am Fichte-Gymnasium die Goldbergstraße, wo auch eine Schranke war, und führte von da weiter entlang der Zur-Nieden-Straße zum Oberhagener Bahnhof. Die ständige Behinderung des innerstädtischen Verkehrs durch die Bahnlinie wurde erst durch den Bau des 2,2 km langen Goldbergtunnels (1906–1910) behoben.
Am 13. November 1884 fuhr die erste mit Pferden bespannte Straßenbahn vom Hagener Bahnhof bis zur Endstation „Oberhagener Bahnhof“, der damaligen Eilper Grenze. Die Umstellung der Pferdebahn auf die „Elektrische“ begann ab 1897 und die Linie 5 der Hagener Straßenbahn dann 1924 bis zum Ortsteil Ambrock weitergeführt. In Oberhagen wurde am 6. November 1966 ein Straßenbahnbetriebshof eröffnet. 7 ½ Jahre später, am 25. Mai 1974, der Betriebshof geschlossen, die Straßenbahnlinie 5 eingestellt, und durch Busverkehr ersetzt.
In Oberhagen gibt es die Elbershallen auf dem ehemaligen Firmengelände der denkmalgeschützten 1822 gegründeten Textilfabrik Elbers. Den Gebäudekomplex des Hagener Wirtschaftsbetriebs WHB und die Putsch Unternehmensgruppe (gegr. 1871), Stahlwarenfabrik Rafflenbeul (gegr. 1902) und das Spaltbandwerk Wilke (Risse + Wilke Gruppe). In der Eilper Straße 115–121 befand sich früher das Lager- und Verwaltungsgebäude der 1949 gegründeten Süßwarenfirma Hussel GmbH.
Unter Denkmalschutz stehen in Oberhagen zudem die Jugendstilhäuser Frankfurter Straße 12 und Elisabethstraße 1–5, ein Doppelhaus in der Forststraße 2–4 und die Wohnhäuser Franzstraße 97–105 der Hagener Gemeinnützigen Wohnungsgesellschaft.
Während der Nazi-Herrschaft gab es von Januar 1944 bis März 1945 in Oberhagen ein erweitertes Polizeigefängnis / Auffanglager der Gestapo für ausländische Arbeitskräfte. Zudem von August 1944 bis März 1945 ein Lager der Gestapo für deutsche Regimegegner der „Aktion Gewitter“ sowie Gestapo-Strafen, beide Lager befanden sich bei der Firma Feuerwehrgeräte Meyer in Oberhagen. Außerdem wurden von 1941 bis 1945 in fünf Oberhagener Industriebetriebe Zwangsarbeiter beschäftigt.
Zu den  Bildungsangeboten zählt die Goldbergschule I (Grundschule) an der Schulstraße und die denkmalgeschützte 1913 eröffnete Gustav-Heinemann-Förderschule an der Franzstraße mit der danebenliegenden Goldbergschule II. Die Realschule Hagen-Oberhagen zog im Januar 1978 in die Gesamtschule Eilpe an der Wörthstraße um.

## Vereine
- Tennis SG Rot-Weiß-Oberhagen e.V.